# Graphiurus monardi
Graphiurus monardi is een zoogdier uit de familie van de slaapmuizen (Gliridae). De wetenschappelijke naam van de soort werd voor het eerst geldig gepubliceerd door St. Leger in 1936.